# Tyson (Percy Jackson)
Tyson je postava z knihy Ricka Riordana Percy Jackson a Olympané. Tyson je kyklop a jeho otcem je Poseidón, stejně jako Percyho, což znamená, že Tyson je Percyho poloviční bratr. Tyson ho vždycky bral jako nejlepšího přítele a než zjistil, že existují řečtí bohové, byl bezdomovec. Na konci dílu Moře nestvůr odchází pracovat do podzemních kováren pro svého otce.

## Vztah Percyho a Tysona
Percy se ze začátku za Tysona styděl, ale potom, když si myslel, že ho v Moři nestvůr ztratil, si uvědomil, jak moc mu chybí. Na konci druhého dílu se konají kočárové závody, kde Percy s Annabeth spolu hrají proti ostatním srubům (v každém srubu žijí děti různých bohů, každý bůh z olympské dvanáctky má svůj srub) v Táboře Polokrevných, kde vyhrají a před celým obecenstvem Percy děkuje Tysonovi za to, že udělal tak úžasný kočár – a tím Tysona dojme. V dalších dílech spolu udržují kontakt přes spojení Iris duhu.

## Tyson zachránil Percymu život
Poprvé se tak stalo, když tělocvičnu přepadli lidožrouti a házeli po Percym hořící bronzové koule, ale Tyson je pochytal a jelikož on je vůči ohni odolný, nic se mu nestalo. Podruhé se tak stalo, když si Percy a jeho kamarádi, Annabeth a Grover mysleli, že už je po nich, jim Tyson přišel na pomoc před obřím kyklopem Polyfémem, který ho nazve za zrádce svého druhu, protože pomáhá hrdinům.
Potřetí Percyho zachránil tím, že mu daroval kouzelný hodinkový štít, který ho zachránil jako v kočárovém souboji, tak ve třetím díle, Prokletí titánů, kde se nedopatřením rozbije. Na konci třetího dílu Tyson slibuje, že příští léto přijede a štít mu opraví.

## Tyson a Grover
Tyson se s Groverem poprvé setká v druhém díle na kyklopově ostrově. V knize však není psáno, že by spolu mluvili. Ve čtvrtém díle se spolu s Percym a Annabeth vypravují do Labyrintu. Když se vydají za Héfaistem objeví Grover chodbu, která možná vede k Panovi. Percy však Grovera pustit samotného nemůže ale pak se nabídne, i přes přirozenou nesnášenlivost mezi satyry a kyklopy, Tyson. Spolu se do chodby vydají a Percy s Annabeth pokračují dál. Cestou Tyson Groverovi zachrání život a zase naopak.

## Tyson ve válce
Bojoval spolu s kyklopy proti Okeanovi. Spolu s Poseidonem, Tritonem a Amfitritou zaútočili na Tyfona. Tyson který vedl kyklopy Tyfona porazil. Stáhli ho pomocí řetězů na dno moře. Zeus Tysona poté jmenuje hlavním generálem.